# فقط رحمت
فقط بخشش، فقط رحمت یا رحمت عادلانه (انگلیسی: Just Mercy) فیلمی درام به کارگردانی دستین دنیل کرتون است که در سال ۲۰۱۹ تولید و در سال ۲۰۲۰ منتشر شد.
فیلم Just Mercy یک درامای قانونی-قضایی است که با اقتباس از کتاب Just Mercy: A Story of Justice and Redemption، نوشتهٔ برایان استیونسون، ساخته شده‌است؛ برایان استیونسون، وکیل و فعال اجتماعی و سیاسی آفریقایی-آمریکایی، در این کتاب نگاهی به خاطرات دوران فعالیت حرفه‌ای خود و بی عدالتی‌های سیستم قضایی آمریکا می‌اندازد. داستین دنیل کرتون، کارگردان کم‌کار Just Mercy، با به تصویر کشیدن بخشی از تکان دهنده‌ترین تجربیات استیونسون به‌عنوان نمونه، سعی دارد ضمن تقدیر از تلاش‌های بی مشائبهٔ این وکیل بزرگ، که لقبی همچون ماندلای آمریکا را به دوش می‌کشد، توجهات را به سوی نبرد بزرگ اقلیت‌ها در ایالات متحده با نابرابری اجتماعی ببرد و تصویری واقع گرایانه و متفاوت را از حال و هوای بند اعدام زندان‌ها به نمایش بگذارد.
فقط بخشش توانست نظر منتقدان را جلب کند.
این فیلم در تاریخ ۶ سپتامبر ۲۰۱۹ در چهل و چهارمین جشنواره بین‌المللی فیلم تورنتو، برای اولین‌بار به نمایش درآمد و تا به امروز امتیاز ۶۷ را از بین ۲۷ نقد فیلم و سریال که در سایت متاکریتیک قرار گرفته، به‌دست آورده‌است. لازم است ذکر شود که این فیلم برای اکران در سینماهای سرتاسر ایالات متحده، در تاریخ ۲۵ دسامبر (۴ دی) برنامه‌ریزی شده بود. به‌طور کلی می‌توان گفت که این فیلم نقدهای مختلف زیادی به‌دست آورده که تعداد زیادی از آن‌ها مثبت و تعدادی هم متوسط بوده‌اند. اکثر منتقدان از عملکرد و ایفای نقش بازیگران راضی بودند و این هنرمندان را مورد تحسین قرار دادند. لازم است ذکر شود که جیمی فاکس برای حضور در این فیلم، در بیست و ششمین مراسم جایزه انجمن بازیگران فیلم و در بخش بهترین بازیگر نقش مکمل مرد، نامزد دریافت جایزه شد، از طرف دیگر هم ۸۰ درصد از منتقدان سایت راتن تومیتوز هم که این اثر درام را تماشا کرده بودند، آن را دوست داشتند. کرتون که سابقه کارگردانی فیلم‌هایی چون بخش کوتاه مدت شماره دوازده را نیز در کارنامه دارد بار دیگر فیلمی درام را بر اساس داستانی واقعی کارگردانی کرد.

## داستان
داستان فیلم در شهرستان مونروی ایالت آلاباما، در سال ۱۹۸۷ میلادی، آغاز می‌شود؛ مکانی که زمانی از ناامن‌ترین نقاط آمریکا برای رنگین پوستان بوده و دوره‌ای که به ادعای سیاست مداران دیگر ردی از تبعیض‌های نژادی گسترده و هدفمند در این کشور دیده نمی‌شود. صاحب یک کارگاه تولید چوب کوچک به نام والتر «جانی دی» مک‌میلیان، با بازی درخشان جیمی فاکس به اتهام قتل جوان سفیدپوستی به نام راندا موریسون به اشد مجازات، اعدام بوسیلهٔ صندلی الکتریکی، محکوم می‌شود. در آن سوی ماجرا، برایان استیونسون، با نقش آفرینی مایکل بی جوردن قرار دارد؛ وکیلی جوان که به‌تازگی از دانشگاه هاروارد فارغ‌التحصیل شده و سرشار از انگیزه است تا در دنیا تغییر ایجاد کند و به کمک افرادی بشتابد که صدایشان کمتر شنیده می‌شود. خاطرات دوران کارآموزی و انگیزهٔ استیونسون جوان او را برای دفاع از زندانیان محکوم به اعدام در ایالت آلاباما می‌کشاند. این زنجیرهٔ اتفاقات استیونسون را با جانی دی روبه‌رو می‌کند؛ وکیل جوان بعد از مطالعهٔ پرونده ناقص و متناقض جانی دی تصمیم می‌گیرد به دفاع از او دربرابر حکم ناعادلانه‌ای که برایش بریده شده به پا خیزد.

## بازیگران
مایکل بی جوردن در نقش برابان استیونسون

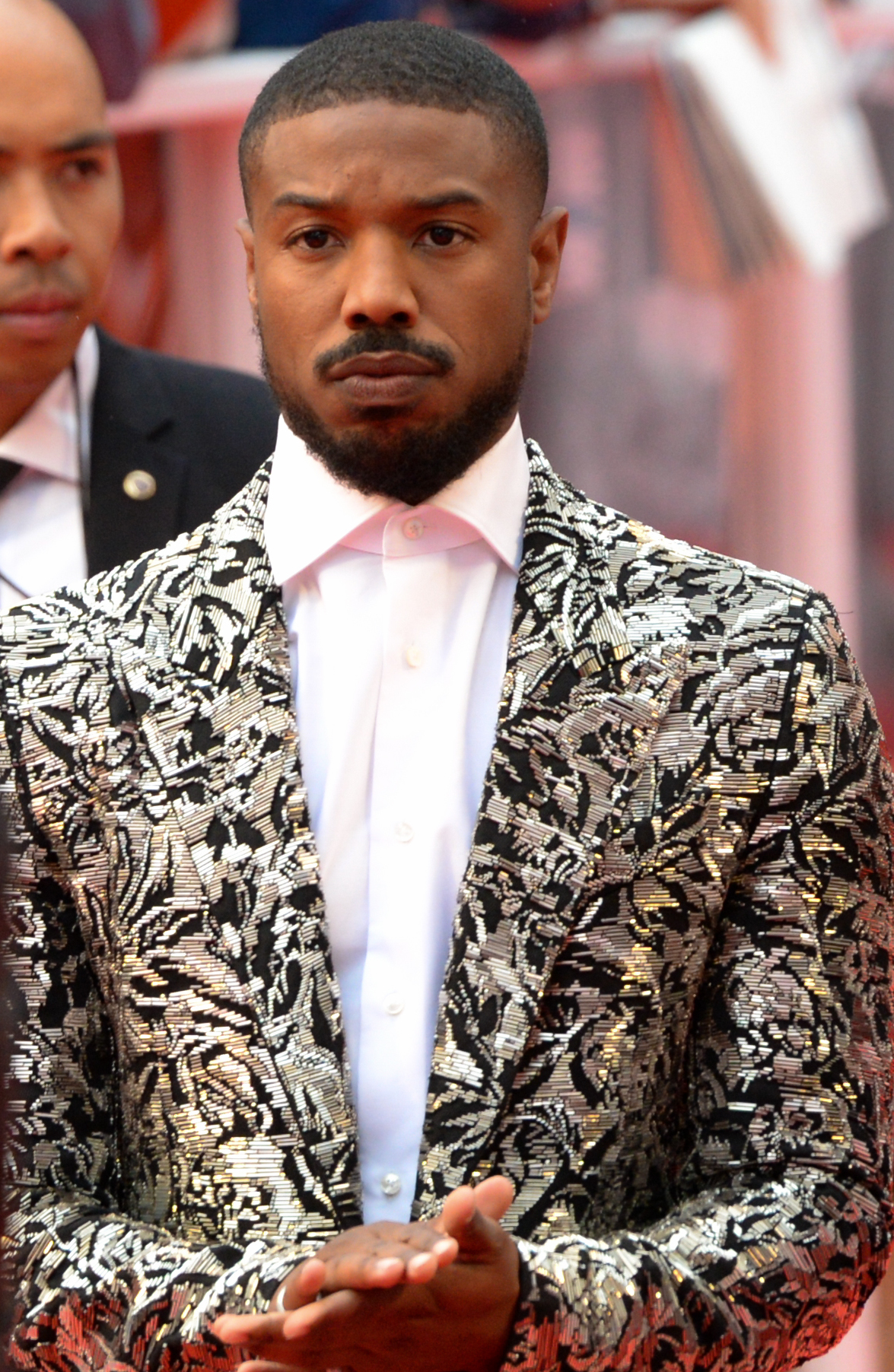
مایکل بی. جوردن بازیگر نقش اول فیلم

جیمی فاکس در نقش والتر مک میلیان
بری لارسون در نقش اوا انسلی
تیم بلیک نلسون در نقش رالف مایرز
راب مورگان هربرت ریچاردسون